# NGC 1369
NGC 1369 ist eine Balken-Spiralgalaxie vom Hubble-Typ SABa im Sternbild Eridanus am Südsternhimmel. Sie ist schätzungsweise 58 Millionen Lichtjahre von der Milchstraße entfernt und hat einen Durchmesser von etwa 25.000 Lj. Unter der Katalogbezeichnung FCC 176 ist sie als Mitglied des Fornax-Galaxienhaufens gelistet.
Im selben Himmelsareal befinden sich u. a. die Galaxien NGC 1365, NGC 1386, NGC 1387, NGC 1389.
Das Objekt wurde am 19. Januar 1865 von Julius Schmidt entdeckt.